# Calamaria curta
Calamaria curta är en ormart som beskrevs av Boulenger 1896. Calamaria curta ingår i släktet Calamaria och familjen snokar. Inga underarter finns listade.
Arten förekommer på Sulawesi. Honor lägger ägg.